# Irena Kummant-Skotnicka
Irena Kummant-Skotnická, pseudonym Luga nebo Janina (26. února 1924 – 6. srpna 2003 ve Varšavě) byla polská účastnice Varšavského povstání, styčná důstojnice, zdravotní sestra a fotografka.

## Životopis
Vystudovala Gymnázium Królowej Jadwigi, patřila k harcerům. V podzemí byla členkou jednotky Oddziału Dywersji Bojowej ODB-3.
Během varšavského povstání se nacházela v severním Śródmieście. Byla styčnou důstojnicí ve skupině Bartkiewicz, v četě 1147 velel poručík Kazimierz Pogorzelski, pseudonym „Rygiel“, přejmenován po smrti velitele 2. srpna na četu pojmenovanou po Šroub  . Je autorkou série fotografií o vojácích této čety a fotoreportáží o dobytí Policejního ředitelství v Krakowskie Przedmieście. Ne každý v té době měl povolení fotografovat. Bylo potřeba příslušných povolení, protože povstalecké četnictvo eliminovalo jakékoli svévolné akce, které by zabránily špionáži nebo diverzi. „Luga“ byla jednou z registrovaných operátorek.
V povstání bojoval i její bratr, por. Leopold Kummant, pseudonym "Ryski".
Po kapitulaci opustila Varšavu spolu s civilním obyvatelstvem a pašovala negativy. Po válce pracovala v hlavní radě Polského červeného kříže, poté ve vydavatelství technického časopisu NOT jako technická redaktorka. Její fotografie jsou ve sbírce Muzea varšavského povstání.
V roce 2008 se v Národní galerii umění Zachęta ve Varšavě konala výstava Polské fotografky 20. století, která představila tvůrčí počiny padesáti polských dokumentaristek od 70. let 20. století, kde byly také prezentovány fotografie Kummant-Skotnické. Mezi dalšími vystavujícími byly například: Małgorzata Apathy,
Anna Beata Bohdziewicz,
Anna Brzezińska-Skarżyńska,
Anna Chojnacka,
Zofia Chomętowska,
Maria Chrząszczowa,
Maria Antonina Czaplicka,
Irena Elgas-Markiewicz,
Krystyna Gorazdowska,
Helena Hartwigová,
Joanna Helander,
Wanda Herse,
Halina Holas-Idziakowa,
Irena Jarosińska-Małek,
Krystyna Łyczywek,
Bożena Michalik,
Maria Kietlińska,
Janina Mierzecka,
Janina Mokrzycka,
Anna Musiałówna,
Zofia Nasierowska,
Fortunata Obrąpalska,
Julia Pirotte,
Danuta Rago,
Jadwiga Rubiś,
Zofia Rydet,
Jadwiga Wolska nebo
Bolesława Zdanowska.

## Galerie

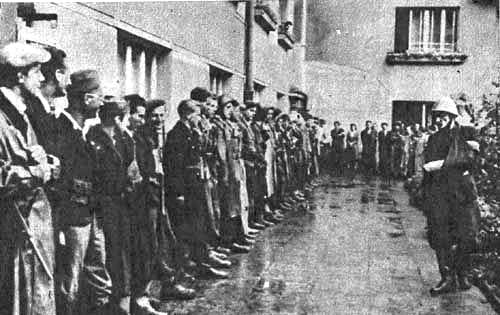
Velení při akci dobytí kostela sv. Kříže a Policie dne 23. srpna v prostorách Policie bezprostředně po jeho dopadení: velitel mjr. Bernard Romanowski „Wola“ (vpředu s vyhrnutými rukávy), náčelník štábu centrálního distriktu a kpt. Józef Rybicki "Andrzej" (vpravo) během okupace, vedoucí okresu Kedyw, Zemská armáda, Varšava
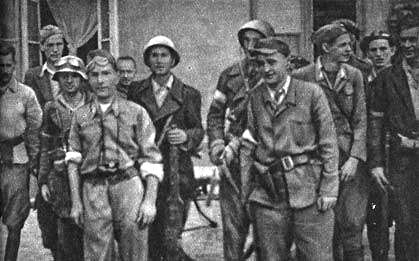
Varšavské povstání, Četa I / 1147 na rohu ulic Świętokrzyska a Szkolna: první dva - desátník "Zwierz" a kadet. "Zabawa", druzí dva - kadet. "Leszczyc" a puškař "Waldemar".
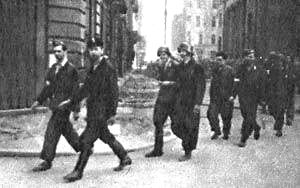
Varšavské povstání, Shromáždění čety I / 1147 na dvoře mezi domy 2/4 náměstí Dąbrowskiego a Mazowiecka 11. Před frontou (s raněnou paží) velitel čety 2. por. Leopold Kumant "Riga". Četa I / 1147 za povstání, disponibilní jednotka štábu okresu Śródmieście, patřící rotě kpt. Bolesław Kontryma „Żmudzina“, pocházel z podzemní bojové diverzní jednotky (ODB 3) okresu Śródmieście, které velel poručík Kazimierz Pogorzelski „Rygla“, který zemřel 2. srpna na náměstí Małachowského